# Карл Шарль
Карл Шарль (нім. Karl Scharl, 3 грудня 1913 — ?) — австрійський футболіст, що грав на позиції воротаря. Відомий виступами у складі клубу «Флорідсдорфер».

## Клубна кар'єра
У вищому австрійському дивізіоні дебютував у 1933 році у складі клубу ВАК, зігравши у чемпіонаті 7 матчів. У другій частині сезону перейшов у команду «Флорідсдорфер» на зміну Петеру Пляцеру, що пішов у «Адміру». Грав у команді до 1938 року. Найвищим результатом у чемпіонаті, якого досягла команда в цей час було 6 місце у 1937 році, а також 7 місце у 1934 і 1935 роках. У кубку Австрії у складі «Флорідсдорфера» був півфіналістом у 1933 році, поступившись «Аустрії» (1:4) і у 1934 році, коли на шляху до фіналу стала «Адміра» (0:1).
У 1934 році клуб виграв кваліфікаційний турнір до кубка Мітропи, обігравши клуби «Вінер АК» (1:0) і «Відень» (0:0, 2:1). У самому турнірі для провідних клубів Центральної Європи «Флорідсдорфер» зустрівся з сильним угорським «Ференцварошем». Уже у першому матчі в Будапешті фаворит упевнено здобув перемогу з рахунком 8:0. У матчі-відповіді австрійці певний час вели в рахунку, але все ж також поступилися з рахунком 1:2.
Загалом у складі «Флорідсдорфера» зіграв 92 матчі у чемпіонаті.
У сезоні 1938/39 виступав у команді Вієнна. 

## Статистика

### Статистика в чемпіонаті
| Сезон   | Клуб               | Матчі | Голи | Місце |
| ------- | ------------------ | ----- | ---- | ----- |
| 1933/34 | Вінер Атлетік Клуб | 7     | 0    | 5     |
| 1933/34 | Флорідсдорфер      | 11    | 0    | 7     |
| 1934/35 | Флорідсдорфер      | 22    | 0    | 7     |
| 1935/36 | Флорідсдорфер      | 21    | 0    | 9     |
| 1936/37 | Флорідсдорфер      | 21    | 0    | 6     |
| 1937/38 | Флорідсдорфер      | 17    | 0    | 8     |
| 1938/39 | Ферст Вієнна       | ?     | ?    | 5     |

### Статистика виступів у кубку Мітропи
| №                      | Розіграш               | Стадія                 | Дата та місце проведення | Команда 1              | Рахунок | Команда 2     | Голи |
| ---------------------- | ---------------------- | ---------------------- | ------------------------ | ---------------------- | ------- | ------------- | ---- |
| 1                      | 1934                   | 1/8                    | 17.06.1934 Будапешт      | Ференцварош            | 8:0     | Флорідсдорфер |      |
| 2                      | 1934                   | 1/8                    | 23.06.1934 Відень        | Флорідсдорфер          | 1:2     | Ференцварош   |      |
| Всього у кубку Мітропи | Всього у кубку Мітропи | Всього у кубку Мітропи | Всього у кубку Мітропи   | Всього у кубку Мітропи | 2       |               | 0    |